# さそり座イオタ1星
さそり座ι1星は、さそり座の恒星で3等星。
地球から観望した際に近くに見えるι2星は、実際は、地球からの距離はι1星の2倍離れている。

## 特徴
この星は、珍しい黄色超巨星で、赤色超巨星へ進化すると考えられている。
明るさは29,000L☉、質量は12M☉とされるが、この4倍の光度で20M☉の可能性もある。
赤道での時点速度が36km/s、自転周期は半年以上かかる。
太陽風の100万倍以上、1年間で太陽質量の10万分の1を失っており、最後は超新星になると考えられている。
離角37秒の10等星の伴星がある。この星が連星である場合、距離は20,000天文単位、公転周期80万年の太陽より重いF型主系列星である。